# Ayata Suzuki
Ayata Suzuki (11 novembre 1998) è un lottatore giapponese, specializzato nella lotta greco romana.

## Palmarès
- Campionati asiatici

Almaty 2021: bronzo nei 60 kg.
Ulaanbaatar 2022: bronzo nei 60 kg.